# Jean III d'Armagnac
Pour les articles homonymes, voir Jean III.
Jean III, né vers 1359, mort le 25 juillet 1391, fut comte d'Armagnac, de Fézensac et de Rodez, vicomte de Carlat de 1384 à 1391. Il était fils de Jean II Le Bossu, comte d'Armagnac, de Fézensac et de Rodez, et de Jeanne du Périgord.
Le 14 mai 1378, Jean III épousa Marguerite (1363 † 1443), comtesse de Comminges (1363-1443). Ils eurent deux filles :
- Jeanne, mariée en 1409 avec Guillaume-Amanieu de Madaillan (1375 † 1414), seigneur de Lesparre, de Blasimont, de Rauzan, de Pujols, de Blazimont et de Cancon ;
- Marguerite, mariée le 30 novembre 1415 à Guillaume II (tué à la bataille de Verneuil, le 14 août 1424), vicomte de Narbonne (1397-1424).

En 1390, il prétendit au royaume de Majorque, mais fut vaincu par les troupes de Jean Ier, roi d'Aragon, lors d'une bataille livrée près de Navata. Jean III conduisit dès lors des actions militaires dans le Roussillon.
Il est appelé à l'aide par la ville de Florence. Manquant de fonds pour lever une armée, avec l'accord de son frère Bernard, il vend le Charolais au duc de Bourgogne, Philippe le Hardi, pour 60 000 francs d'or par contrat en date du 11 mai 1390 avec un droit de rachat de trois ans.
En 1391, il dut partir pour l'Italie afin de venir en aide à Charles Visconti, seigneur de Parme et époux de sa sœur, Beatrix d'Armagnac, qui était en conflit avec son cousin Galeazzo Visconti, duc de Milan. Il réussit à attirer à la participation aux marches les Grandes compagnies et de ce fait augmenta la sécurité de la population vivant en France méridionale.
Il périt à Alexandrie, en Piémont.